# 马克·代顿
馬克·布蘭特·代頓（英語：Mark Brandt Dayton；1947年1月26日—），美国政治人物，民主党人。2011年1月至2019年1月，担任明尼苏达州州长，为明尼苏达州第40任州长。

## 生平
代顿生于明尼苏达州，1969年毕业于耶鲁大学。2001年至2007年，代表明尼苏达州担任联邦参议员。

## 外部連結
- 州长馬克·代頓 （页面存档备份，存于）政府網站
- 中的“马克·代顿”